# Prigorodnyj (obwód archangielski)
Prigorodnyj (ros. Пригородный) – osiedle w Rosji, w obwodzie archangielskim, w rejonie kargopolskim. W 2021 liczyło 417 mieszkańców.